# Columnea aurea
Columnea aurea är en tvåhjärtbladig växtart som beskrevs av Josef Ritter von Rawicz Warszewicz. Columnea aurea ingår i släktet Columnea och familjen Gesneriaceae. Inga underarter finns listade i Catalogue of Life.